# 三洞駅
三洞駅（サムドンえき）は、大韓民国京畿道広州市にある韓国鉄道公社（KORAIL）京江線（首都圏電鉄京江線）の駅である。

## 駅構造
- 相対式ホーム2面2線の高架駅。フルスクリーンタイプのホームドアが設置されている。トンネル間に挟まれた谷間に設置されており、ホームが中垈川を跨いでいる。

### のりば

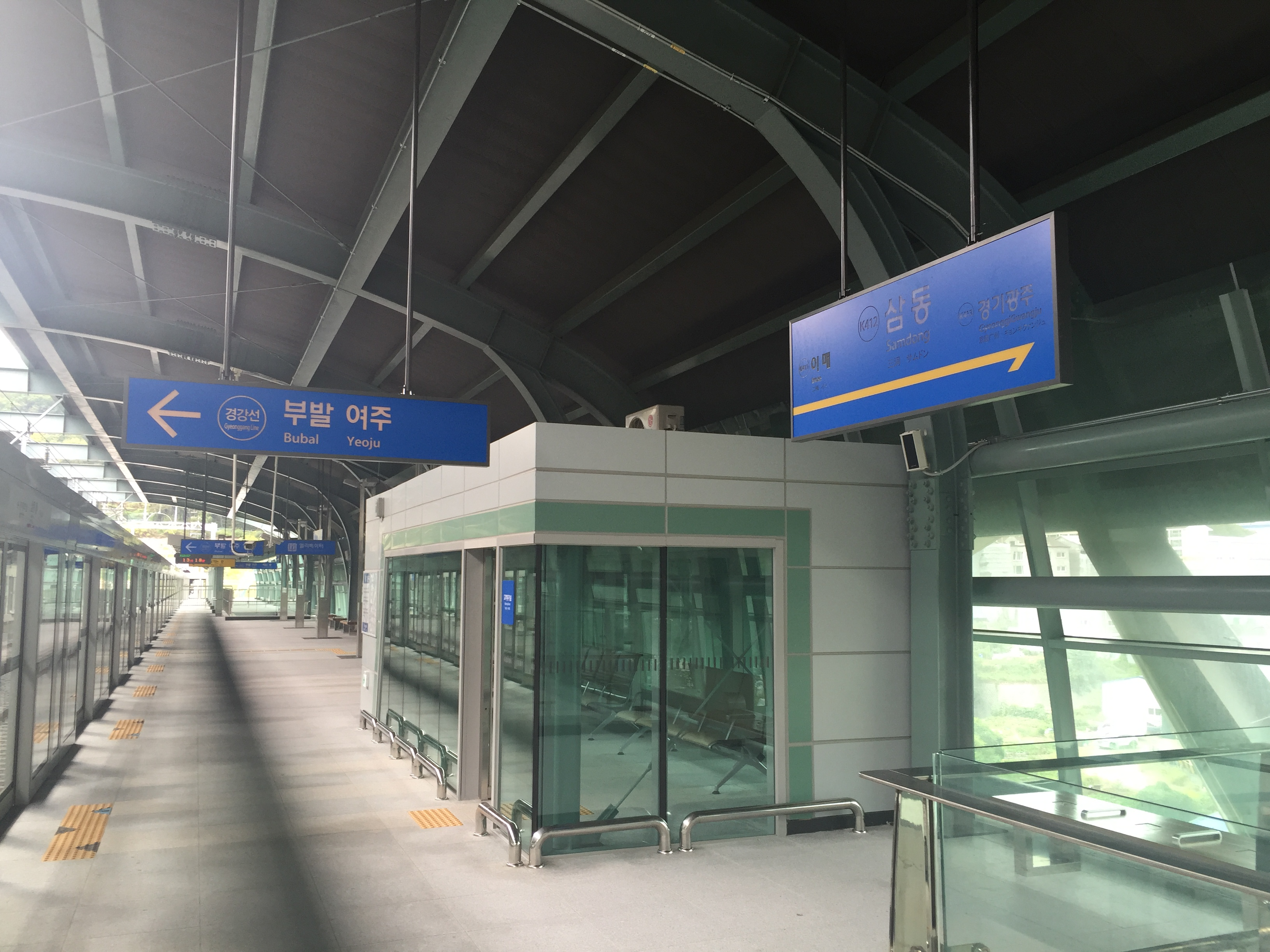
ホーム

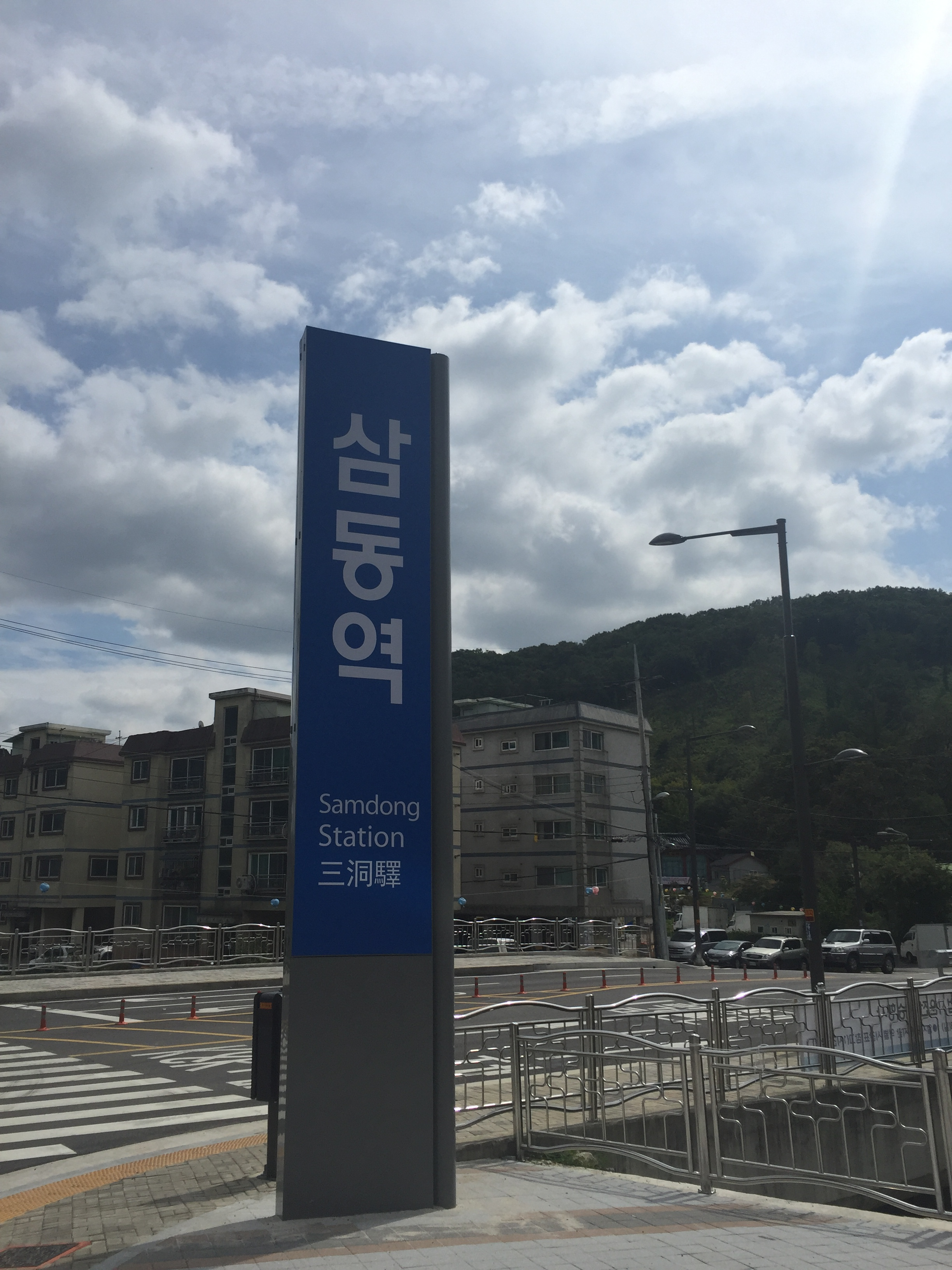
駅名標

| 地上 2階                       |                                               |                                                                |
| 相対式ホーム、左側のドアが開く |                                               |                                                                |
| 下り線                         | →●首都圏電鉄 京江線 驪州方面へ（京畿広州駅）→ |                                                                |
| 上り線                         | ←●首都圏電鉄 京江線 板橋方面へ（二梅駅）      |                                                                |
| 相対式ホーム、左側のドアが開く |                                               |                                                                |
| 地上 1階                       | コンコース                                    | 出入口、コンコース、自動券売機、改札口、エスカレーター、トイレ |

## 駅周辺
- 古仏山
- 中央貯水池
- 無名橋
- ニューソウル橋
- 三洞ウナムファーストヴィル
- CU（旧ファミリーマート）

## バス
停留所は《三洞駅》、《三洞駅陸橋》
- 市外座席バス（三洞駅陸橋）
  - 500-1：蚕室駅 - 三洞駅陸橋 - 昆池岩バスターミナル - 東元大学
  - 500-2：ソウル市人材開発院 - 南部バスターミナル - 三洞駅陸橋 - 昆池岩バスターミナル - 東元大学
  - 1005：外国語大学 - 江南駅
  - 1117：外国語大学 - 江辺駅
  - 3-1：広州車庫 - 三洞駅陸橋 - (城南市)サギマッコル
- 市内バス（三洞駅）
  - 1-11：京畿広州駅 - 三洞駅
  - 33-2：チャムチョウン教会前・三洞終点 - 三洞駅 - 保健所
  - 35-33：畜産協同組合 - 保健所 - 三洞駅 - 三洞終点

## 歴史
- 2016年
  - 4月29日 - 京江線距離告示（施行は9月の開業時）。[2]。
  - 9月13日 - 秋夕に合わせ6日間無料運行（日中1時間間隔）[3]。
  - 9月24日 - 開業。

## 隣の駅
韓国鉄道公社
京江線（首都圏電鉄）
二梅駅 (K411) - 三洞駅 (K412) - 京畿広州駅 (K413)